# اوستینوو (باشقیرستان)
اوستینوو (انگلیسی: Ustinovo, Republic of Bashkortostan) یک شهرک در شهرستان اوچالینسکی استان باشقیرستان کشور روسیه است.